# Lista de presidentes da Assembleia Legislativa da Região Autónoma dos Açores

Bandeira da Região Autónoma dos Açores

Esta é uma lista dos presidentes da Assembleia Legislativa da Região Autónoma dos Açores (ALRAA).

## Lista
Legenda de cores
| #  | Presidente da Assembleia Legislativa (Nascimento–Morte)       | Retrato | Início do mandato      | Fim do mandato         | Legislatura     | Votos   | Partido | Partido          |
| -- | ------------------------------------------------------------- | ------- | ---------------------- | ---------------------- | --------------- | ------- | ------- | ---------------- |
| 1  | Álvaro Pereira da Silva Leal Monjardino (1930–2024)           |         | 1976                   | 1978                   | I               | n/d     |         | Social Democrata |
| 2  | Alberto Romão Madruga da Costa (1940–2014)                    |         | dezembro de 1978       | setembro de 1979       | I               | n/d     |         | Social Democrata |
| 3  | Álvaro Pereira da Silva Leal Monjardino (2.ª vez) (1930–2024) |         | 1979                   | 1984                   | I               | n/d     |         | Social Democrata |
| 3  | Álvaro Pereira da Silva Leal Monjardino (2.ª vez) (1930–2024) | II      | 1979                   | 1984                   | n/d             |         |         | Social Democrata |
| 4  | José Guilherme Reis Leite (1943–)                             |         | 1984                   | 1991                   | III             | n/d     |         | Social Democrata |
| 4  | José Guilherme Reis Leite (1943–)                             | IV      | 1984                   | 1991                   | n/d             |         |         | Social Democrata |
| 5  | Alberto Romão Madruga da Costa (2.ª vez) (1940–2014)          | IV      |                        | setembro de 1991       | outubro de 1995 | n/d     |         | Social Democrata |
| 5  | Alberto Romão Madruga da Costa (2.ª vez) (1940–2014)          | V       | n/d                    | setembro de 1991       | outubro de 1995 |         |         | Social Democrata |
| 6  | Humberto Trindade Borges de Melo (1955–)                      | V       |                        | 1995                   | 1996            | n/d     |         | Social Democrata |
| 7  | Dionísio Mendes de Sousa (1940–)                              |         | 7 de novembro de 1996  | 27 de novembro de 1998 | VI              | n/d     |         | Socialista       |
| 8  | Humberto Trindade Borges de Melo (2.ª vez) (1955–)            |         | 1998                   | 2000                   | VI              | 27 / 52 |         | Social Democrata |
| 9  | Fernando Manuel Machado de Menezes (1952–)                    |         | novembro de 2000       | 2008                   | VII             | n/d     |         | Socialista       |
| 9  | Fernando Manuel Machado de Menezes (1952–)                    | VIII    | novembro de 2000       | 2008                   | n/d             |         |         | Socialista       |
| 10 | Francisco Manuel Coelho Lopes Cabral (1966–)                  |         | 17 de novembro de 2008 | 14 de outubro de 2012  | IX              | 39 / 56 |         | Socialista       |
| 11 | Ana Luísa Pereira Luís (1976–)                                |         | 5 de novembro de 2012  | 16 de novembro de 2020 | X               | 43 / 57 |         | Socialista       |
| 11 | Ana Luísa Pereira Luís (1976–)                                | XI      | 5 de novembro de 2012  | 16 de novembro de 2020 | 38 / 57         |         |         | Socialista       |
| 12 | Luís Carlos Correia Garcia (1971–)                            |         | 16 de novembro de 2020 | presente               | XII             | 29 / 57 |         | Social Democrata |